# Razzie Award alla peggior sceneggiatura
Il Razzie Award alla peggior sceneggiatura (Razzie Award for Worst Screenplay) è un premio annuale assegnato dai Golden Raspberry Awards per la peggior sceneggiatura cinematografica dell'anno.
Lo sceneggiatore che ha ottenuto più candidature in questa categoria è l'attore Sylvester Stallone con nove candidatiure, seguito da Adam Sandler e Joe Eszterhas con cinque, M. Night Shyamalan e Melissa Rosenberg con quattro. Joe Eszterhas è lo sceneggiatore che si è aggiudicato più premi, seguito da Daniel Waters che è stato candidato in due occasioni e in entrambe ha vinto. Sylvester Stallone, M. Night Shyamalan e Adam Sandler hanno vinto ciascuno un premio.

## Storia

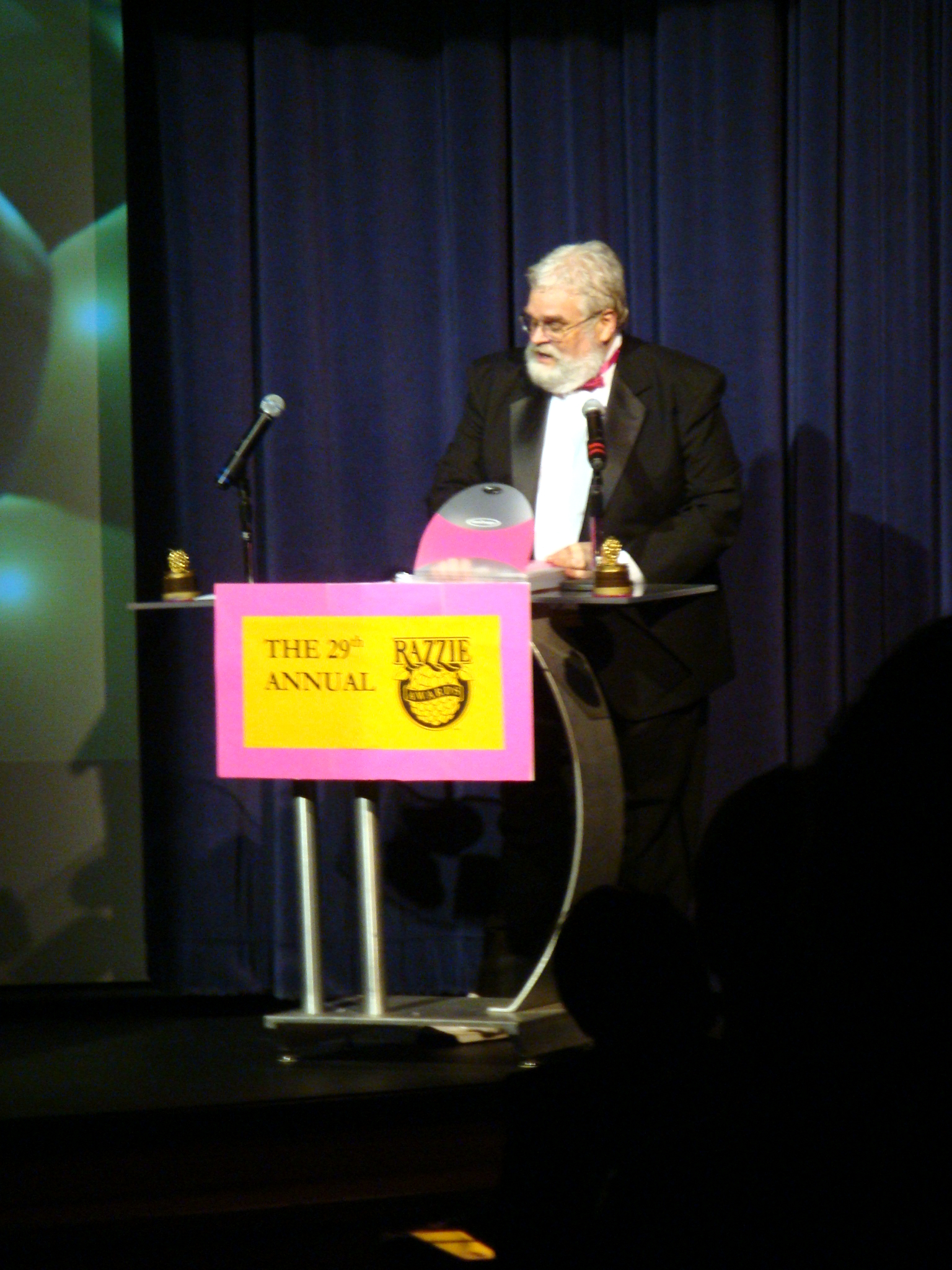
Il creatore e presidente della fondazione "Golden Raspberry Awards" John Wilson.

La fondazione dei Razzie Awards, solo per l'edizione del 1996 introdusse la categoria speciale "Premio Joe Eszterhas alla peggior sceneggiatura di un film che abbia incassato più di 100 milioni di dollari" (The Joe Eszterhas Worst Written Film Grossing Over $100 Million Award). Quando entrambe le volte Eszterhas vinse il premio, nel 1995 e nel 1998, il premio venne istituito solo per quelle due edizioni, "Premio dis-onorante Joe Eszterhas alla peggior sceneggiatura" (The Joe Eszterhas Dis-Honorarial Worst Screenplay Award). Gli unici sceneggiatori italiani a venire candidati nella categoria sono stati Luigi Cozzi per Hercules (1983) e Vincenzo Cerami e Roberto Benigni per Pinocchio (2002).
Generalmente il peggior film dell'anno vince anche il premio per la peggior sceneggiatura, anche se in diverse occasioni non è stato così. Durante gli anni '80, nel 1986 si aggiudicarono il titolo di peggior film Howard e il destino del mondo e Under the Cherry Moon, ma solo Howard e il destino del mondo vinse anche quello per la peggior sceneggiatura. Nel 1989 invece Star Trek V - L'ultima frontiera vinse il premio per il peggior film, mentre Harlem Nights quello per la peggior sceneggiatura. Similmente all'edizione del 1986, nel 1990 Le avventure di Ford Fairlane e I fantasmi non possono farlo vinsero nella categoria peggior film, mentre solo Le avventure di Ford Fairlane vinse anche la peggior sceneggiatura. Negli anni '90 si spartirono i premi Vite sospese e Fermati, o mamma spara nel 1992; e Il colore della notte e I Flintstones nel 1994. Negli anni 2000 solo in una occasione è successo, nel 2002 quando Travolti dal destino ha vinto il peggior film e Star Wars: Episodio II - L'attacco dei cloni ha vinto la peggior sceneggiatura. Dieci anni dopo, nel 2012, The Twilight Saga: Breaking Dawn - Parte 2 ha vinto il premio come peggior film e Indovina perché ti odio ha vinto la peggior sceneggiatura, mentre nel 2015 il titolo di peggior film andò in ex aequo a Fantastic 4 - I Fantastici Quattro e a Cinquanta sfumature di grigio, mentre il premio alla sceneggiatura solo a quest'ultimo, nel 2016 i due premi vennero condivisi da Hillary's America: The Secret History of the Democratic Party e Batman v Superman: Dawn of Justice,nel 2018 da Holmes & Watson - 2 de menti al servizio della regina e Cinquanta sfumature di rosso, infine nel 2020 dal documentario Absolute Proof e dal controverso film erotico 365 giorni. In poche occasioni invece i film hanno ottenuto la nomination solo per la sceneggiatura: Amarti a New York nel 1980, Flashdance nel 1983, Lezioni di anatomia nel 1994 e Gli infiltrati nel 1999.
Cinque vincitori hanno accettato il premio, anche se solo il co-sceneggiatore di Catwoman Michael Ferris, e l'attore Tom Green di Freddy Got Fingered si sono presentati durante la cerimonia. Bill Cosby è stato il primo vincitore ad accettare il premio per il film Leonard salverà il mondo, e mostrò il trofeo in una puntata del programma televisivo The Tonight Show. Successivamente John Wilson ha consegnato il premio a Brian Helgeland, che dopo aver vinto l'Oscar alla migliore sceneggiatura non originale per L.A. Confidential ha dichiarato di voler ricevere il Razzie per L'uomo del giorno dopo nel suo ufficio. Infine J.D. Shapiro, co-sceneggiatore di Battaglia per la Terra ha accettato il premio durante la diretta di un programma radio.
Nel 2005 il fondatore dei Razzie John Wilson pubblicò il libro "The Official Razzie Movie Guide", nella quale inserì i più divertenti brutti film mai realizzati. Can't Stop the Music, Mammina cara, Il prezzo del successo, Rambo 2 - La vendetta, Cocktail, Proposta indecente, Showgirls e Battaglia per la Terra - Una saga dell'anno 3000 oltre che vincere il premio per la peggior sceneggiatura, vennero inseriti nel libro.

## Edizioni
Di seguito sono elencate le classifiche per il Razzie Award alla peggior sceneggiatura a partire dall'edizione del 1980.
L'elenco mostra i vincitori in grassetto di ogni anno, seguiti dagli sceneggiatori che hanno ricevuto una nomination. Per ogni sceneggiatore viene indicato il film che gli è valso la candidatura (viene indicato il titolo in lingua italiana e quello in lingua originale tra parentesi, se non indicato i due titoli combaciano). 
Gli anni indicati sono quelli in cui è stato assegnato il premio e non quello in cui è stato distribuito il film.

### Anni ottanta
- 1980

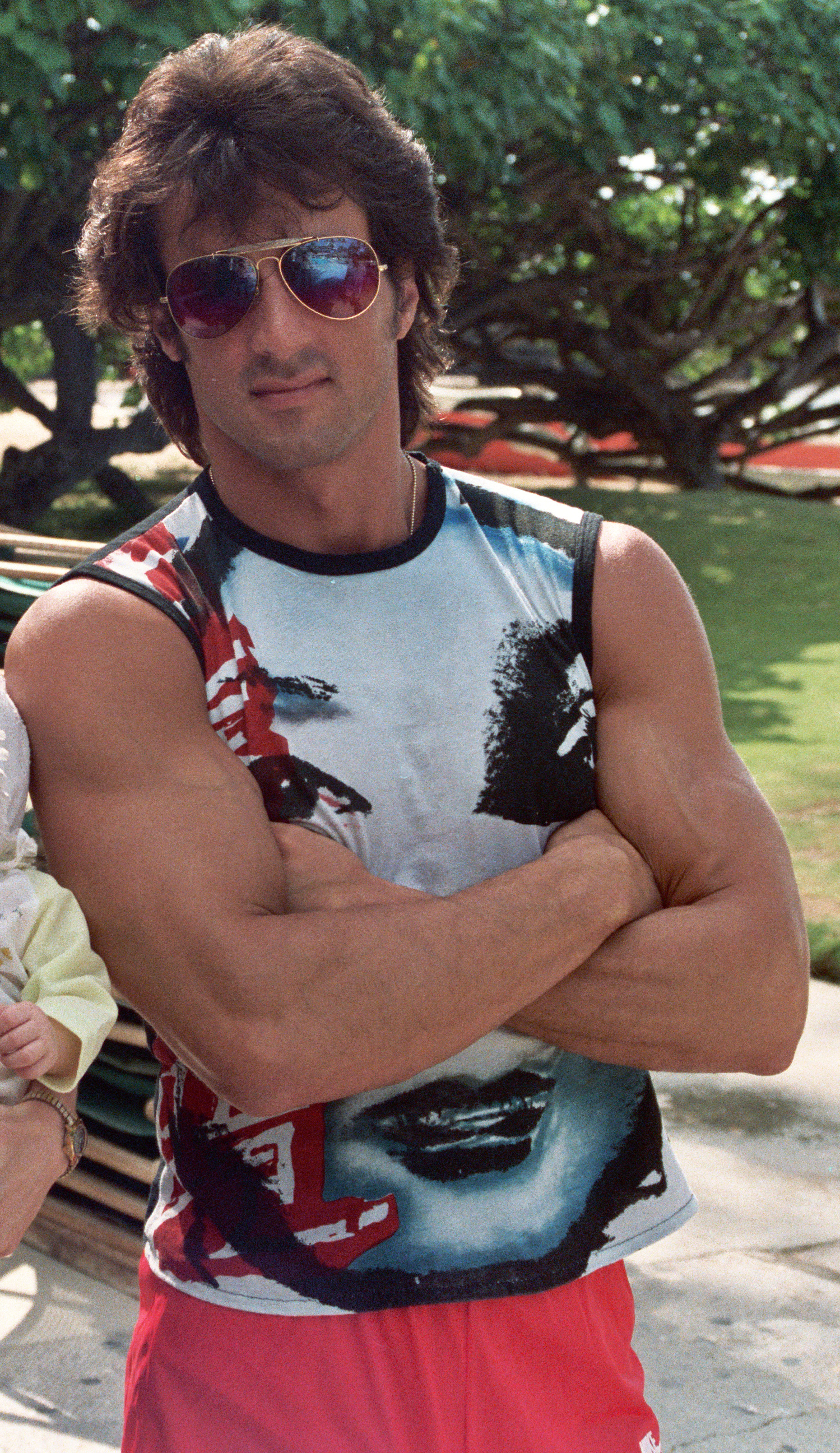
Sylvester Stallone negli anni '80 ha ricevuto quattro candidature e un Razzie per la sceneggiatura di Rambo 2 - La vendetta.

  - Can't Stop the Music - scritto da Bronte Woodard e Allan Carr
  - In amore si cambia (A Change of Seasons) - scritto da Erich Segal, Ronni Kern e Fred Segal
  - Cruising - scritto da William Friedkin, basato sul romanzo di Gerald Walker
  - La formula (The Formula) - scritto da Steve Shagan, basato sul suo romanzo
  - Amarti a New York (It's My Turn) - scritto da Eleanor Bergstein
  - La voglia addosso (Middle Age Crazy) - scritto da Carl Kleinschmidt
  - Blitz nell'oceano (Raise the Titanic) - scritto da Adam Kennedy e Eric Hughes, basato sul romanzo di Clive Cussler
  - Touched by Love - scritto da Hesper Anderson, basato sul romanzo To Elvis, with Love di Lena Canada
  - Windows - scritto da Barry Siegel
  - Xanadu - scritto da Richard C. Danus e Marc C. Rubel
- 1981
  - Mammina cara (Mommie Dearest) - scritto da Frank Yablans, Frank Perry, Tracy Hotchner e Robert Getcheell, basato sull'omonimo romanzo autobiografico di Christina Crawford
  - Amore senza fine (Endless Love) - scritto da Judith Rascoe, basato sul romanzo di Scott Spencer
  - I cancelli del cielo (Heaven's Gate) - scritto da Michael Cimino
  - S.O.B. - scritto da Blake Edwards
  - Tarzan, l'uomo scimmia (Tarzan, the Ape Man) - scritto da Tom Rowe e Gary Goddard, basato sui personaggi creati da Edgar Rice Burroughs
- 1982
  - Inchon - scritto da Robin Moore e Laird Koenig
  - Annie - scritto da Carol Sobieski, basato sullo spettacolo teatrale di Thomas Meehan e sulla striscia di fumetti Little Orphan Annie (Anna la piccola orfana) create da Harold Gray (non accreditato)
  - Butterfly - Il sapore del peccato (Butterfly) - scritto da John Goff e Matt Cimber, adattata da Cimber, basato sul romanzo di James M. Cain
  - Il film pirata (The Pirate Movie) - scritto da Trevor Farrant, rifacimento dell'operetta The Pirates of Penzance di Gilbert e Sullivan
  - Yes, Giorgio - scritto da Norman Steinberg, suggerito dal romanzo di Annie Piper
- 1983
  - Il prezzo del successo (The Lonely Lady) - scritto da John Kershaw e Shawn Randall, adattato da Ellen Shepard, basato sul romanzo di Harold Robbins
  - Flashdance - scritto da Tom Hedley e Joe Eszterhas, soggetto di Hedley
  - Hercules - scritto da Luigi Cozzi
  - Lo squalo 3 (Jaws 3-D) - scritto da Richard Matheson, Carl Gottlieb, soggetto di Guerdon Trueblood, "suggerito" dal romanzo di Peter Benchley
  - Due come noi (Two of a Kind) - scritto da John Herzfeld
- 1984
  - Bolero Extasy (Bolero) - scritto da John Derek
  - La corsa più pazza d'America n. 2 (Cannonball Run II) - scritto da Harvey Miller, Hal Needham e Albert S. Ruddy
  - Nick lo scatenato (Rhinestone) - scritto da Phil Alden Robinson e Sylvester Stallone, soggetto di Robinson
  - Sheena, regina della giungla (Sheena) - scritto da David Newman e Lorenzo Semple Jr., soggetto di Newman e Leslie Stevens, basato sui fumetti di Jerry Iger e Will Eisner (non accreditati)
  - Dove stanno i ragazzi (Where the Boys Are '84) - scritto da Stu Krieger e Jeff Burkhart, "suggerito" dal romanzo di Glendon Swarthout
- 1985
  - Rambo 2 - La vendetta (Rambo: First Blood Part II) - scritto da Sylvester Stallone e James Cameron, soggetto di Kevin Jarre, basato sui personaggi creati da David Morrell
  - Febbre di gioco (Fever Pitch) - scritto da Richard Brooks
  - Perfect - scritto da Aaron Latham e James Bridges, basato sull'articolo apparso sulla rivista Rolling Stone scritto da Latham
  - Rocky IV - scritto da Sylvester Stallone
  - L'anno del dragone (Year of the Dragon) - scritto da Oliver Stone e Michael Cimino, basato sul romanzo di Robert Daley
- 1986
  - Howard e il destino del mondo (Howard the Duck) - scritto da Willard Huyck e Gloria Katz, basato sui personaggi della Marvel Comics creati da Steve Gerber
  - Cobra - scritto da Sylvester Stallone, basato sul romanzo A Running Duck (Bersaglio facile/Facile preda) di Paula Gosling
  - 9 settimane e ½ (9½ Weeks) - scritto da Patricia Louisianna Knop, Zalman King e Sarah Kernochan, basato sul romanzo di Elizabeth McNeill
  - Shanghai Surprise - scritto da John Kohn e Robert Bentley, basato sul romanzo Faraday's Flowers (Shanghai Surprise) di Tony Kenrick
  - Under the Cherry Moon - scritto da Becky Johnston
- 1987
  - Leonard salverà il mondo (Leonard Part 6) - scritto da Jonathon Reynolds, soggetto di Bill Cosby
  - Ishtar - scritto da Elaine May
  - Lo squalo 4 - La vendetta (Jaws: The Revenge) - scritto da Michael De Guzman, basato sui personaggi creati da Peter Benchley
  - I duri non ballano (Tough Guys Don't Dance) - scritto da Norman Mailer, basato sul suo romanzo
  - Who's That Girl - scritto da Andrew Smith e Ken Finkleman, soggetto di Smith
- 1988
  - Cocktail - scritto da Heywood Gould, basato sul suo romanzo
  - Don, un cavallo per amico (Hot to Trot) - scritto da Steven Neigher, Hugo Gilbert e Charlie Peters, soggetto di Neigher e Gilbert
  - Il mio amico Mac (Mac and Me) - scritto da Stewart Raffill e Steve Feke
  - Rambo III - scritto da Sylvester Stallone e Sheldon Lettich, basato sui personaggi creati da David Morrell
  - Willow - scritto da Bob Dolman, soggetto di George Lucas
- 1989
  - Harlem Nights - scritto da Eddie Murphy
  - Karate Kid III - La sfida finale (The Karate Kid, Part III) - scritto da Robert Mark Kamen, basato sui suoi stessi personaggi
  - Il duro del Road House (Road House) - scritto da David Lee Henry e Hilary Henkin, soggetto di Henry
  - Star Trek V - L'ultima frontiera (Star Trek V: The Final Frontier alias "Star Drek V") - scritto da David Loughery, soggetto di William Shatner, Harve Bennett e Loughery, basato sulla serie televisiva creata da Gene Roddenberry
  - Tango & Cash - scritto da Randy Feldman

### Anni novanta
- 1990

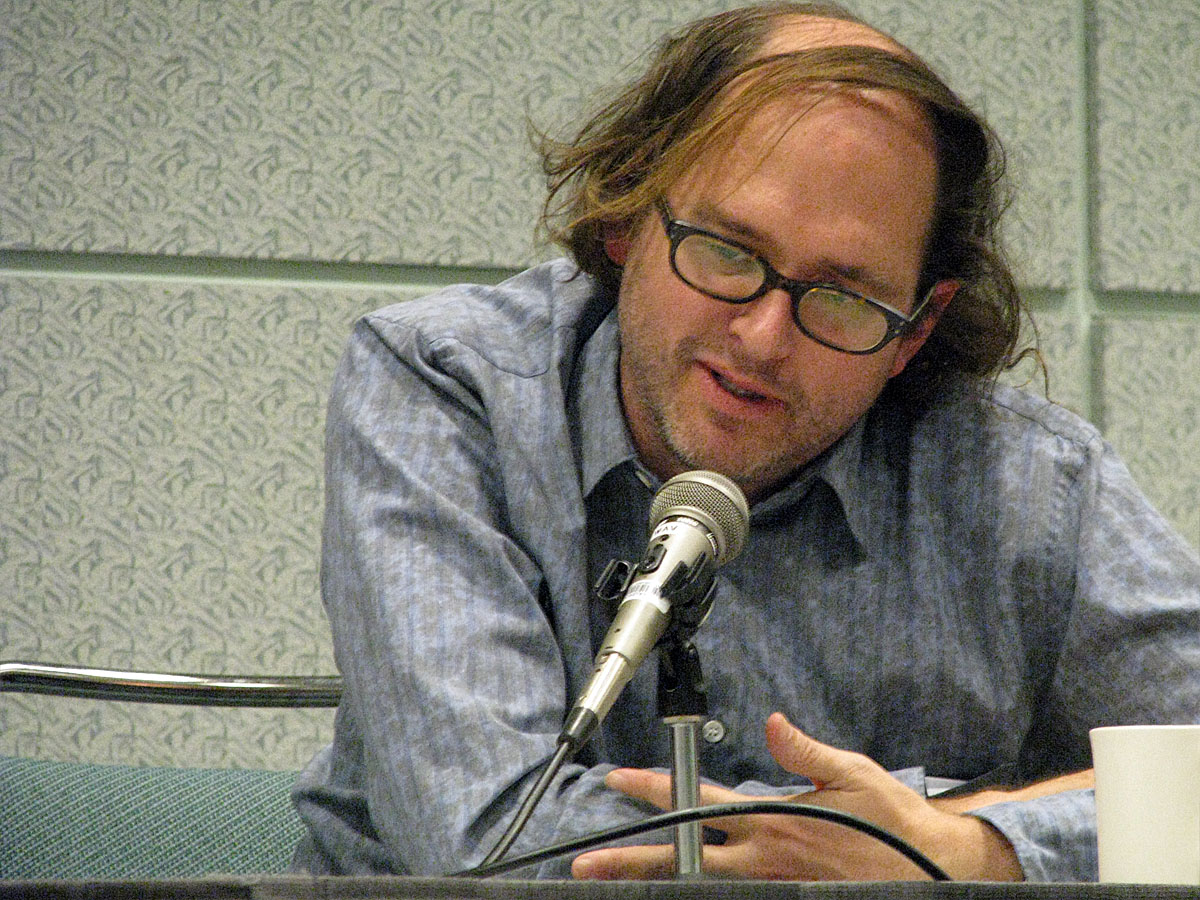
Daniel Waters negli anni '90 ha ricevuto due candidature, per Le avventure di Ford Fairlane e Hudson Hawk - Il mago del furto, vincendo entrambe le volte.

  - Le avventure di Ford Fairlane (The Adventures of Ford Fairlane) - scritto da Daniel Waters, James Cappe e David Arnott, basato sui personaggi creati da Rex Weiner
  - Il falò delle vanità (The Bonfire of Vanities) - scritto da Michael Christopher, basato sul romanzo di Tom Wolfe
  - I fantasmi non possono farlo (Ghosts Can't Do It) - scritto da John Derek
  - Graffiti Bridge - scritto da Prince
  - Rocky V - scritto da Sylvester Stallone
- 1991
  - Hudson Hawk - Il mago del furto (Hudson Hawk) - scritto da Steven E. de Souza e Daniel Waters, soggetto di Bruce Willis e Robert Kraft
  - Cool as Ice - scritto da David Stenn
  - Dice Rules - scritto da Andrew Dice Clay, "A Day in the Life" scritto da Lenny Schulman, soggetto di Clay
  - Nient'altro che guai (Nothing But Trouble) - scritto da Dan Aykroyd, soggetto di Peter Aykroyd
  - Ritorno alla laguna blu (Return to the Blue Lagoon) - scritto da Leslie Stevens, basato sul romanzo The Garden of God di Henry De Vere Stacpoole
- 1992
  - Fermati, o mamma spara (Stop! Or My Mom Will Shoot) - scritto da Blake Snyder, William Osborne e William Davies
  - Guardia del corpo (The Bodyguard) - scritto da Lawrence Kasdan
  - Cristoforo Colombo - La scoperta (Christopher Columbus: The Discovery) - scritto da John Briley, Cary Bates e Mario Puzo
  - Analisi finale (Final Analysis) - scritto da Wesley Strick, soggetto di Robert H. Berger e Strick
  - Vite sospese (Shining Through) - scritto da David Seltzer, basato sul romanzo di Susan Isaacs
- 1993
  - Proposta indecente (Indecent Proposal) - scritto da Amy Holden Jones, basato sul romanzo di Jack Engelhard
  - Body of Evidence - scritto da Brad Mirman
  - Cliffhanger - L'ultima sfida (Cliffhanger) - scritto da Michael France e Sylvester Stallone, soggetto di France, basato su una premessa di John Long
  - Last Action Hero - L'ultimo grande eroe (Last Action Hero) - scritto da Shane Black, David Arnott, soggetto di Zak Penn e Adam Leff
  - Sliver - scritto da Joe Eszterhas, basato sul romanzo di Ira Levin
- 1994
  - I Flintstones (The Flintstones) - scritto da Tom S. Parker, Babaloo Mandel, Mitch Markowitz, Dava Savel, Brian Levant, Michael Wilson, Al Aidekman, Cindy Begel, Lloyd Garver, David Silverman, Stephen Sustarsic, Nancy Steen, Neil Thompson, Daniel Goldin, Joshua Goldin, Peter Martin Wortmann, Robert Conte, Jeff Reno, Ron Osborn, Bruce Cohen, Jason Hoffs, Kate Barker, Gary Ross, Rob Dames, Leonard Ripps, Fred Fox Jr., Lon Diamond, David Richardson, Roy Teicher, Richard Gurman, Michael J. Di Gaetano e Ruth Bennett, basato sulla serie televisiva animata Gli antenati creata da William Hanna e Joseph Barbera (Anche se Jim Jennewein e Steven E. de Souza furono entrambi accreditato come sceneggiatori iniziali, Tom S. Parker fu l'unico vincitore accreditato nel film, gli altri trentuno sceneggiatori scrissero solo brevi parti della sceneggiatura.)
  - Il colore della notte (Color of Night) - scritto da Matthew Chapman e Billy Ray, soggetto di Ray
  - Lezioni di anatomia (Milk Money) - scritto da John Mattson
  - Genitori cercasi (North) - scritto da Alan Zweibel e Andrew Scheinman, basato sul romanzo di Zweibel
  - Sfida tra i ghiacci (On Deadly Ground) - scritto da Ed Horowitz e Robin U. Russin
- 1995
  - Showgirls - scritto da Joe Eszterhas
  - Congo - scritto da John Patrick Shanley, basato sul romanzo di Michael Crichton
  - It's Pat - scritto da Jim Emerson, Stephen Hibbert e Julia Sweeney, basato sui personaggi creati da Sweeney
  - Jade - scritto da Joe Eszterhas
  - La lettera scarlatta (The Scarlet Letter) - scritto da Douglas Day Stewart, liberamente basato sul romanzo di Nathaniel Hawthorne
- 1996
  - Striptease - scritto da Andrew Bergman, basato sul romanzo di Carl Hiaasen
  - Barb Wire - scritto da Chuck Pfarrer e Ilene Chaiken, soggetto di Chaiken, basato sui personaggi apparsi nel fumetto della Dark Horse Comics
  - Ed - Un campione per amico (Ed) - scritto da David Mickey Evans, soggetto di Ken Richards e Janus Cercone
  - L'isola perduta (The Island of Dr. Moreau) - scritto da Richard Stanley e Ron Hutchinson, basato sul romanzo di H. G. Wells
  - The Stupids - scritto da Brent Forrester, basato sulla serie di libri di James Marshall e Harry Allard
- 1997
  - L'uomo del giorno dopo (The Postman) - scritto da Eric Roth e Brian Helgeland, basato sul romanzo di David Brin
  - Anaconda - scritto da Hans Bauer, Jim Cash e Jack Epps Jr.
  - Batman & Robin - scritto da Akiva Goldsman, basato sui personaggi della DC Comics creati da Bob Kane
  - Il mondo perduto - Jurassic Park (The Lost World: Jurassic Park) - scritto da David Koepp, basato sul romanzo di Michael Crichton
  - Speed 2 - Senza limiti (Speed 2: Cruise Control) - scritto da Randall McCormick e Jeff Nathanson, soggetto di Jan de Bont e McCormick, basato sui personaggi creati da Graham Yost
- 1998
  - Hollywood brucia (An Alan Smithee Film: Burn Hollywood Burn) - scritto da Joe Eszterhas
  - Armageddon - Giudizio finale (Armageddon) - scritto da Jonathan Hensleigh e J. J. Abrams, soggetto di Robert Roy Pool e Jonathan Hensleigh, adattato da Tony Gilroy e Shane Salerno
  - The Avengers - Agenti speciali (The Avengers) - scritto da Don MacPherson, basato sulla serie televisiva creata da Sydney Newman
  - Godzilla - scritto da Dean Devlin e Roland Emmerich, soggetto di Ted Elliott, Terry Rossio, Devlin e Emmerich, basato sul personaggio di Godzilla creato dalla Toho
  - Spice Girls - Il film (Spice World) - scritto da Kim Fuller, idea di Fuller e delle Spice Girls
- 1999
  - Wild Wild West - scritto da S.S. Wilson, Brent Maddock, Jeffrey Price e Peter S. Seaman, soggetto di Jim e John Thomas, basato sulla serie televisiva creata da Michael Garrison
  - Big Daddy - Un papà speciale (Big Daddy) - scritto da Steve Franks, Tim Herlihy e Adam Sandler
  - Haunting - Presenze (The Haunting) - scritto da David Self basato sul romanzo The Haunting of Hill House (L'incubo di Hill House) di Shirley Jackson
  - Gli infiltrati (The Mod Squad) - scritto da Stephen Kay, Scott Silver e Kate Lanier, basato sulla serie televisiva creata da Bud Ruskin
  - Star Wars: Episodio I - La minaccia fantasma (Star Wars: Episode I - The Phantom Menace) - scritto da George Lucas

### Anni duemila
- 2000

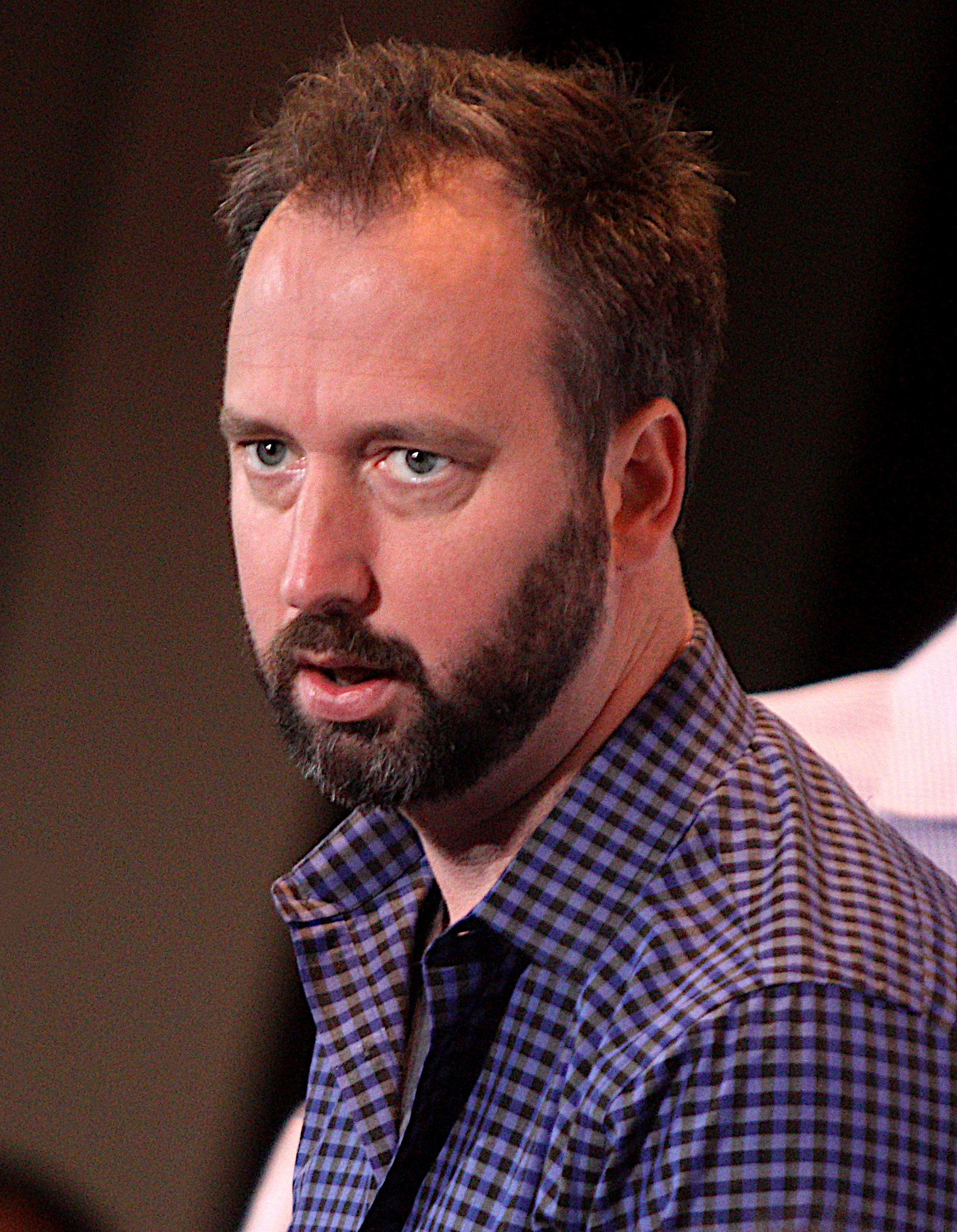
Tom Green si presentò durante la cerimonia per ritirare i cinque premi vinti.

  - Battaglia per la Terra - Una saga dell'anno 3000 (Battlefield Earth) - scritto da Corey Mandell e J.D. Shapiro, basato sul romanzo di L. Ron Hubbard
  - Il libro segreto delle streghe - Blair Witch 2 (Book of Shadows: Blair Witch 2) - scritto da Dick Beebe e Joe Berlinger
  - Il Grinch (Dr. Seuss' How the Grinch Stole Christmas) - scritto da Jeffrey Price e Peter S. Seaman, basato sul libro di Dr. Seuss
  - Little Nicky - Un diavolo a Manhattan (Little Nicky) - scritto da Tim Herlihy, Adam Sandler e Steven Brill
  - Sai che c'è di nuovo? (The Next Best Thing) - scritto da Tom Ropelewski
- 2001
  - Freddy Got Fingered - scritto da Tom Green e Derek Harvie
  - Driven - scritto da Sylvester Stallone, Jan Skrentny e Neal Tabachnick
  - Glitter - scritto da Kate Lanier e Cheryl L. West
  - Pearl Harbor - scritto da Randall Wallace
  - La rapina (3000 Miles to Graceland) - scritto da Richard Recco e Demian Lichtenst
- 2002
  - Star Wars: Episodio II - L'attacco dei cloni (Star Wars Episode II: Attack of the Clones alias Star Wars: Episode II: The Boredom Continues) - scritto da George Lucas e Jonathan Hales
  - Pluto Nash (The Adventures of Pluto Nash) - scritto da Neil Cuthbert
  - Crossroads - Le strade della vita (Crossroads) - scritto da Shonda Rhimes
  - Pinocchio - scritto da Vincenzo Cerami e Roberto Benigni, basato sul romanzo di Carlo Collodi
  - Travolti dal destino (Swept Away) - scritto da Guy Ritchie
- 2003
  - Amore estremo - Tough Love (Gigli) - scritto da Martin Brest
  - Il gatto... e il cappello matto (The Cat in the Hat) - scritto da Alec Berg, David Mandel e Jeff Schaffer, basato sul libro di Dr. Seuss
  - Charlie's Angels - Più che mai (Charlie's Angels: Full Throttle) - scritto da John August, Marianne e Cormac Wibberley
  - Scemo & più scemo - Iniziò così... (Dumb and Dumberer: When Harry Met Lloyd) - scritto da Robert Brener e Troy Miller, basato sui personaggi creati da Peter e Bobby Farrelly e Bennett Yellin
  - From Justin to Kelly - scritto da Kim Fuller
- 2004
  - Catwoman - scritto da Theresa Rebeck, John Brancato e Michael Ferris e John Rogers
  - Alexander - scritto da Oliver Stone, Christopher Kyle e Laeta Kalogridis
  - Un genio in pannolino 2 (SuperBabies: Baby Geniuses 2) - scritto da Gregory Poppen soggetto di Steven Paul
  - Natale in affitto (Surviving Christmas) - scritto da Deborah Kaplan, Harry Elfont, Jeffrey Ventimilia e Joshua Sternin
  - White Chicks - scritto da Keenen Ivory, Shawn e Marlon Wayans, Andy McElfresh, Michael Anthony Snowden e Xavier Cook
- 2005
  - Dirty Love - Tutti pazzi per Jenny (Dirty Love) - scritto da Jenny McCarthy
  - Vita da strega (Bewitched) - scritto da Nora Ephron, Delia Ephron e Adam McKay, basato sulla serie televisiva creata da Sol Saks
  - Deuce Bigalow - Puttano in saldo (Deuce Bigalow: European Gigolo) - scritto da Rob Schneider, David Garrett e Jason Ward
  - Hazzard (The Dukes of Hazzard) - scritto da John O'Brien, basato sulla serie televisiva creata da Gy Waldron
  - The Mask 2 (Son of the Mask) - scritto da Lance Khazei
- 2006
  - Basic Instinct 2 (alias Basically, It Stinks, Too) - scritto da Leora Barish e Henry Bean, basato sui personaggi creati da Joe Eszterhas
  - BloodRayne - scritto da Guinevere Turner, basato sul videogioco omonimo
  - Lady in the Water - scritto da M. Night Shyamalan
  - Quel nano infame (Little Man) - scritto da Keenen, Marlon e Shawn Wayans
  - Il prescelto (The Wicker Man) - scritto da Neil LaBute dalla sceneggiatura del film scritto da Anthony Shaffer
- 2007
  - Il nome del mio assassino (I Know Who Killed Me) - scritto da Jeffrey Hammond
  - Il campeggio dei papà (Daddy Day Camp) - scritto da Geoff Rodkey, David J. Stem e David N. Weiss
  - Epic Movie - scritto da Jason Friedberg e Aaron Seltzer
  - Io vi dichiaro marito e... marito (I Now Pronounce You Chuck and Larry) - scritto da Barry Fanaro, Alexander Payne e Jim Taylor
  - Norbit - scritto da Eddie e Charlie Murphy, Jay Sherick e David Ronn
- 2008
  - Love Guru (The Love Guru) - scritto da Mike Myers e Graham Gordy
  - Disaster Movie e 3ciento - Chi l'ha duro... la vince (Meet the Spartans) - scritto da Jason Friedberg e Aaron Seltzer
  - E venne il giorno (The Happening) - scritto da M. Night Shyamalan
  - The Hottie and the Nottie - scritto da Heidi Ferrer
  - In the Name of the King (In the Name of the King: A Dungeon Siege Tale) - scritto da Doug Taylor
- 2009
  - Transformers - La vendetta del caduto (Transformers: Revenge of the Fallen) - scritto da Ehren Kruger, Alex Kurtzman e Roberto Orci, basato sui personaggi creati dalla Hasbro
  - A proposito di Steve (All About Steve) - scritto da Kim Barker
  - G.I. Joe - La nascita dei Cobra (G.I. Joe: The Rise of Cobra) - scritto da Stuart Beattie, David Elliot e Paul Lovett, basato sui personaggi creati dalla Hasbro
  - Land of the Lost - scritto da Chris Henchy e Dennis McNicholas, basato sulla serie televisiva creata da Sid e Marty Krofft
  - The Twilight Saga: New Moon - scritto da Melissa Rosenberg, basato sul romanzo di Stephenie Meyer

### Anni duemiladieci
- 2010

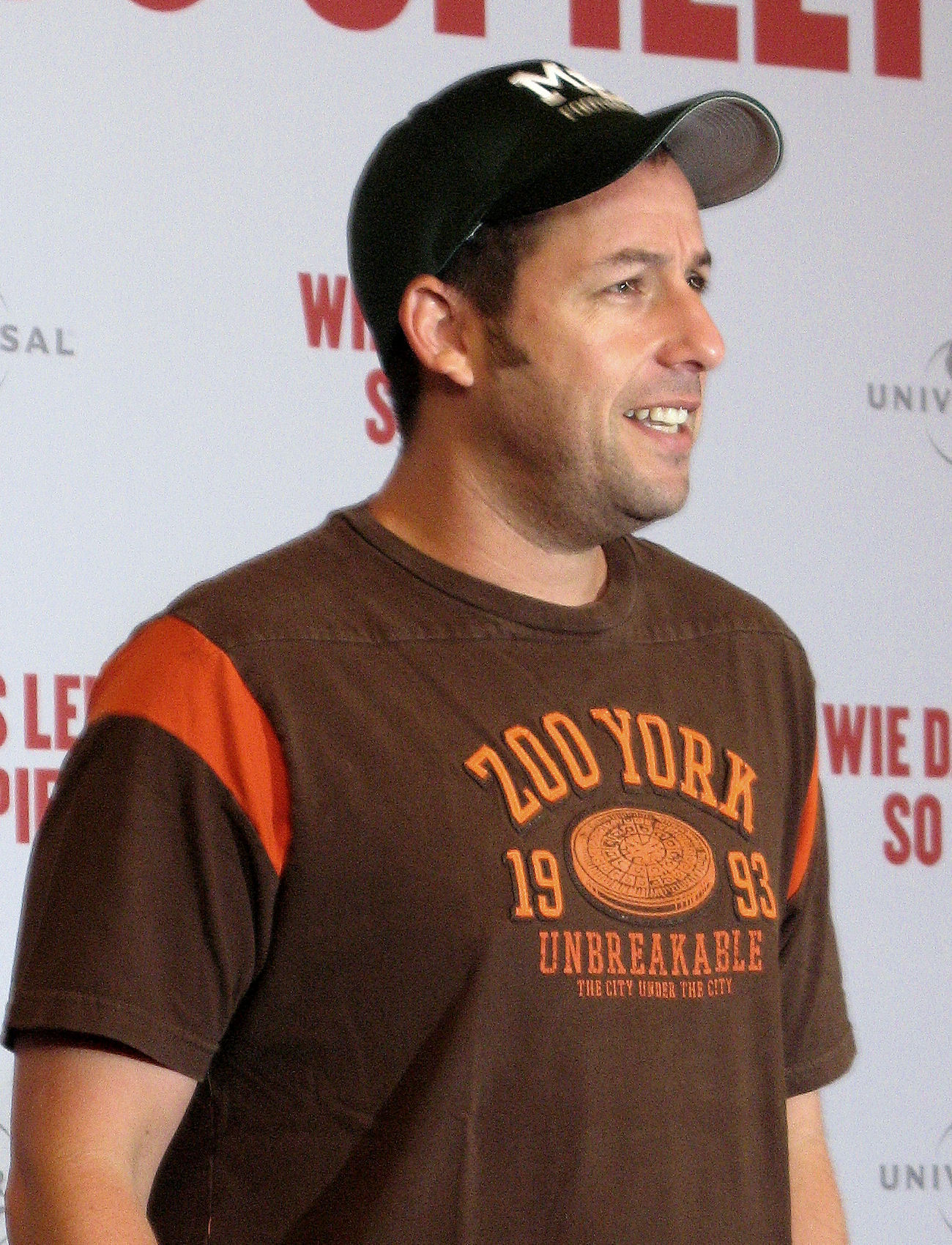
Adam Sandler ha partecipato alla stesura della peggior sceneggiatura del 2011, Jack e Jill. Nel 2012 il premio è stato assegnato a Indovina perché ti odio, altro film con protagonista Sandler.

  - L'ultimo dominatore dell'aria (The Last Airbender) - scritto da M. Night Shyamalan, basato sulla serie televisiva creata da Michael Dante DiMartino e Bryan Konietzko
  - Vi presento i nostri (Little Fockers) - scritto da John Hamburg e Larry Stuckey, basato sui personaggi creati da Greg Glienna e Mary Ruth Clarke
  - Sex and the City 2 - scritto da Michael Patrick King, basato sulla serie televisiva creata da Darren Star
  - The Twilight Saga: Eclipse - scritto da Melissa Rosenberg, basato sul romanzo di Stephenie Meyer
  - Mordimi (Vampires Suck) - scritto da Jason Friedberg e Aaron Seltzer
- 2011
  - Jack e Jill - scritto da Steve Koren, Adam Sandler, soggetto di Ben Zook
  - Bucky Larson: Born to Be a Star - scritto da Adam Sandler, Allen Covert e Nick Swardson
  - Capodanno a New York (New Year's Eve) - scritto da Katherine Fugate
  - Transformers 3 (Transformers: Dark of the Moon) - scritto da Ehren Kruger, basato sui personaggi creati dalla Hasbro
  - The Twilight Saga: Breaking Dawn - Parte 1 (The Twilight Saga: Breaking Dawn – Part 1) - scritto da Melissa Rosenberg, basato sul romanzo di Stephenie Meyer
- 2012
  - Indovina perché ti odio (That's My Boy) - scritto da David Caspe
  - Atlas Shrugged: Part II - scritto da Duke Sandefur, Brian Patrick O'Toole e Duncan Scott, basato sul romanzo di Ayn Rand
  - Battleship - scritto da Jon e Erich Hoeber, basato sul gioco Battaglia navale
  - Una bugia di troppo (A Thousand Words) - scritto da Steve Koren
  - The Twilight Saga: Breaking Dawn - Parte 2 (The Twilight Saga: Breaking Dawn – Part 2) - scritto da Melissa Rosenberg e Stephenie Meyer, basato sul romanzo della Meyer
- 2013
  - Comic Movie (Movie 43) - scritto da Steve Baker, Ricky Blitt, Will Carlough, Tobias Carlson, Jacob Fleisher, Patrik Forsberg, Will Graham, James Gunn, Claes Kjellstrom, Jack Kukoda, Bob Odenkirk, Bill O'Malley, Matthew Alec Portenoy, Greg Pritikin, Rocky Russo, Olle Sarri, Elizabeth Wright Shapiro, Jeremy Sosenko, Jonathan van Tulleken, Jonas Wittenmark
  - After Earth - scritto da Gary Whitta e M. Night Shyamalan, soggetto di Will Smith
  - Un weekend da bamboccioni 2 (Grown Ups 2) - scritto da Fred Wolfe, Adam Sandler e Tim Herlihy
  - The Lone Ranger - scritto da Ted Elliott, Justin Haythe e Terry Rossio, soggetto di Elliott, Rossio e Haythe, basato sul personaggio creato da Fran Striker e George W. Trendle
  - A Madea Christmas - scritto da Tyler Perry
- 2014
  - Saving Christmas - scritto da Darren Doane e Cheston Hervey
  - Left Behind - La profezia (Left Behind) - scritto da Paul LaLonde e John Patus, basato sul romanzo di Tim LaHaye e Jerry B. Jenkins
  - Sex Tape - Finiti in rete (Sex Tape) - scritto da Kate Angelo, Jason Segel e Nicholas Stoller, soggetto di Angelo
  - Tartarughe Ninja (Teenage Mutant Ninja Turtles) - scritto da Josh Applebaum, André Nemec e Evan Daugherty, basato sui personaggi creati da Peter Laird e Kevin Eastman
  - Transformers 4 - L'era dell'estinzione (Transformers: Age of Extinction) - scritto da Ehren Kruger, basato sui personaggi creati dalla Hasbro
- 2015
  - Cinquanta sfumature di grigio (Fifty Shades of Grey) - scritto da Kelly Marcel, basato sull'romanzo di E. L. James
  - Fantastic 4 - I Fantastici Quattro (Fantastic Four) - scritto da Simon Kinberg, Jeremy Slater e Josh Trank, basato sui personaggi Marvel di Stan Lee e Jack Kirby
  - Jupiter - Il destino dell'universo (Jupiter Ascending) - scritto da Lana e Lilly Wachowski
  - Il superpoliziotto del supermercato 2 (Paul Blart Mall Cop 2) - scritto da Kevin James e Nick Bakay
  - Pixels - scritto da Tim Herlihy e Timothy Dowling, basato su un soggetto di Tim Herlihy e sul cortometraggio di Patrick Jean
- 2016
  - Batman v Superman: Dawn of Justice - scritto da Chris Terrio e David S. Goyer, basato sui personaggi DC Comics
  - Nonno scatenato (Dirty Grandpa) - scritto da John M. Phillips
  - Gods of Egypt - scritto da Matt Sazama e Burk Sharpless
  - Hillary's America: The Secret History of the Democratic Party - scritto da Dinesh D'Souza e Bruce Schooley
  - Independence Day - Rigenerazione (Independence Day: Resurgence) - scritto da Dean Devlin, Roland Emmerich, James Vanderbilt, James Andre Woods e Nicolas Wright, soggetto di Devlin, Emmerich, Wright e Woods
  - Suicide Squad - scritto da David Ayer, basato sui personaggi DC Comics creati da John Ostrander, Len Wein e John Byrne
- 2017
  - Emoji - Accendi le emozioni (The Emoji Movie) - scritto da Eric Siegel, Tony Leondis e Mike White, soggetto di Leondis and Siegel
  - Baywatch - scritto da Damian Shannon e Mark Swift, soggetto di Robert Ben Garant, Thomas Lennon, David Ronn e Jay Scherick, basato sulla serie televisiva creata da Michael Berk, Douglas Schwartz, Gregory J. Bonann
  - Cinquanta sfumature di nero (Fifty Shades Darker) - scritto da Niall Leonard, basato sull'romanzo di E. L. James
  - La mummia (The Mummy) - scritto da David Koepp, Christopher McQuarrie e Dylan Kussman, soggetto di Alex Kurtzman, Jon Spaihts e Jenny Lumet, basato sul franchise omonimo
  - Transformers - L'ultimo cavaliere (Transformers: The Last Knight) - scritto da Art Marcum, Matt Holloway e Ken Nolan, soggetto di Akiva Goldsman, Marcum, Holloway e Nolan, basato sui personaggi creati dalla Hasbro
- 2018
  - Cinquanta sfumature di rosso (Fifty Shades Freed) - scritto da Niall Leonard, basato sull'romanzo di E. L. James
  - Death of a Nation: Can We Save America a Second Time? - scritto da Dinesh D'Souza e Bruce Schooley, basato sul libro di D'Souza
  - Gotti - Il primo padrino (Gotti) - scritto da Leo Rossi e Lem Dobbs
  - Pupazzi senza gloria (The Happytime Murders) - scritto da Todd Berger, soggetto di Berger e Dee Austin Robinson
  - La vedova Winchester (Winchester) - scritto da Michael e Peter Spierig e Tom Vaughan
- 2019
  - Cats - scritto da Lee Hall e Tom Hooper, basato sul musical di Andrew Lloyd Webber, a sua volta basato sul libro di T. S. Eliot
  - Sharon Tate - Tra incubo e realtà (The Haunting of Sharon Tate) - scritto da Daniel Farrands
  - Hellboy - scritto da Andrew Cosby, basato sul personaggio della Dark Horse Comics creato da Mike Mignola
  - A Madea Family Funeral - scritto da Tyler Perry
  - Rambo: Last Blood - scritto da Matthew Cirulnick e Sylvester Stallone, basato sul personaggio creato da David Morrell

### Anni duemilaventi
- 2020

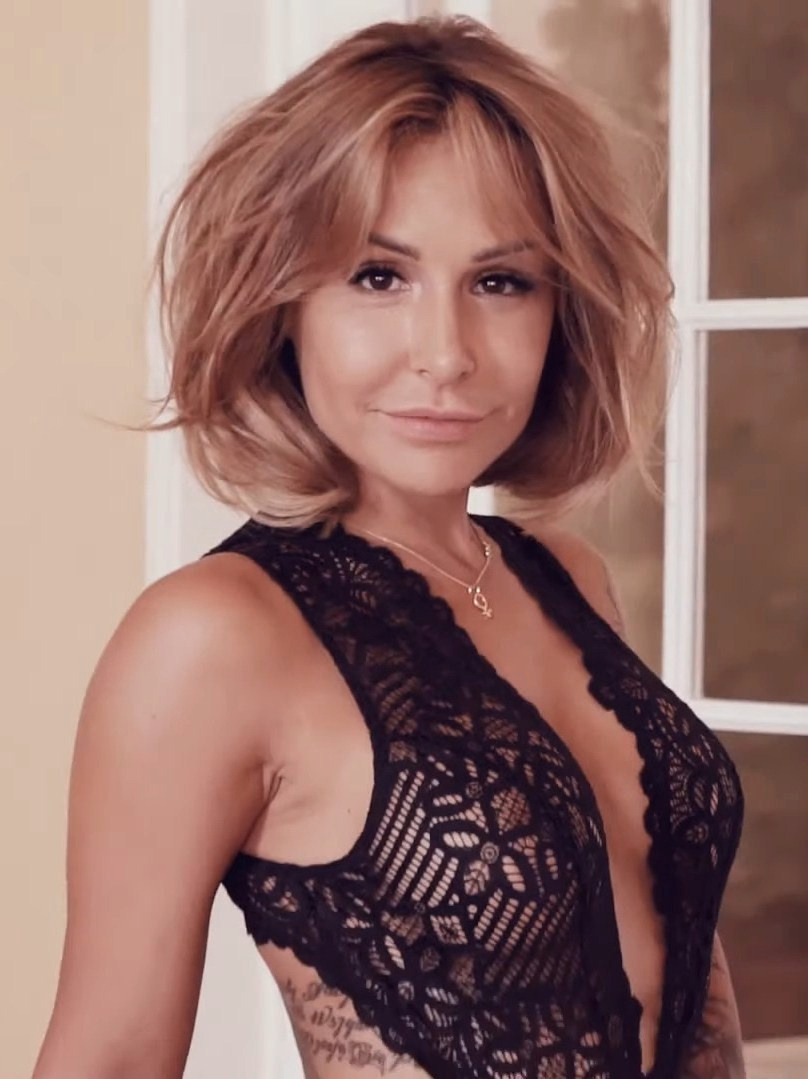
Blanka Lipińska autrice della trilogia erotica 365 giorni partecipò alla scrittura della sceneggiatura del film.

  - 365 giorni (365 Dni) - scritto da Tomasz Klimala, Barbara Bialowas, Tomasz Mandes e Blanka Lipińska, basato sul romanzo di Lipińska
  - Corona Zombies, Barbie & Kendra Save the Tiger King e Barbie & Kendra Storm Area 51 - scritto da Kent Roudebush, Silvia St. Croix e Billy Butler
  - Dolittle - scritto da Stephen Gaghan, Dan Gregor and Doug Mand, soggetto di Thomas Shepherd, basato sulla serie di libri di Hugh Lofting
  - Fantasy Island - scritto da Jeff Wadlow, Chris Roach e Jillian Jacobs, basato sulla serie televisiva creata da Gene Levitt
  - Elegia americana (Hillbilly Elegy) - scritto da Vanessa Taylor, basato sull'omonimo romanzo di J. D. Vance
- 2021
  - Diana (Diana the Musical) - scritto da Joe DiPietro, musica e testi di David Bryan e DiPietro
  - Karen - scritto da Coke Daniels
  - The Misfits - scritto da Robert Henny e Kurt Wimmer, soggetto di Henny
  - Twist - scritto da Sally Collett e John Wrathall, materiale addizionale di Tom Grass, Kevin Lehane, Michael Lindley, e Matthew Parkhill (da un'idea originale di David T. Lynch, Keith Lynch, e Simon Thomas)
  - La donna alla finestra (The Woman in the Window) - scritto da Tracy Letts, basato sul romanzo di A. J. Finn
- 2022
  - Blonde - scritto da Andrew Dominik, basato sul romanzo di Joyce Carol Oates
  - Pinocchio - scritto da Robert Zemeckis e Chris Weitz, basato sul film e il romanzo di Carlo Collodi.
  - Good Mourning - scritto da Machine Gun Kelly e Mod Sun
  - Jurassic World - Il dominio (Jurassic World Dominion) - scritto da Emily Carmichael e Colin Trevorrow, soggetto di Trevorrow e Derek Connolly, basato sui personaggi creati da Michael Crichton
  - Morbius - scritto da Matt Sazama e Burk Sharpless, basato sull'omonimo personaggio della Marvel Comics
- 2023
  - Winnie-the-Pooh - Sangue e miele - scritto da Rhys Frake-Waterfield, basato sul romanzo Winnie Puh di A.A. Milne
  - L'esorcista - Il credente - scritto da David Gordon Green e Peter Sattler, soggetto di Scott Teems, Danny McBride e Gordon Green, basato sul romanzo di William Peter Blatty
  - I mercenari 4 - Expendables - scritto da Kurt Wimmer, Tag Daggerhart e Max D. Adams, soggetto di Spenser Cohen, Wimmer, e Daggerhart, basato sul franchise di David Callaham
  - Indiana Jones e il quadrante del destino - scritto da Jez Butterworth, John-Henry Butterworth, David Koepp e James Mangold, basato sul franchise creato da George Lucas e Philip Kaufman
  - Shazam! Furia degli dei - scritto da Henry Gayden e Chris Morgan, basato sul personaggio della DC Comics
- 2024
  - Madame Web - scritto da Matt Sazama, Burk Sharpless, Claire Parker e S. J. Clarkson. soggetto di Kerem Sanga, Sazama, e Sharpless, basato sul personaggio della Marvel Comics
  - Joker: Folie à Deux - scritto da Scott Silver e Todd Phillips, basato sul personaggio della DC Comics
  - Kraven - Il cacciatore - scritto da Art Marcum, Matt Holloway e Richard Wenk, soggetto di Wenk, basato sul personaggio della  Marvel Comics
  - Megalopolis - scritto da Francis Ford Coppola
  - Reagan - scritto da Howard Klausner, basato sul libro The Crusader: Ronald Reagan and the Fall of Communism di Paul Kengor

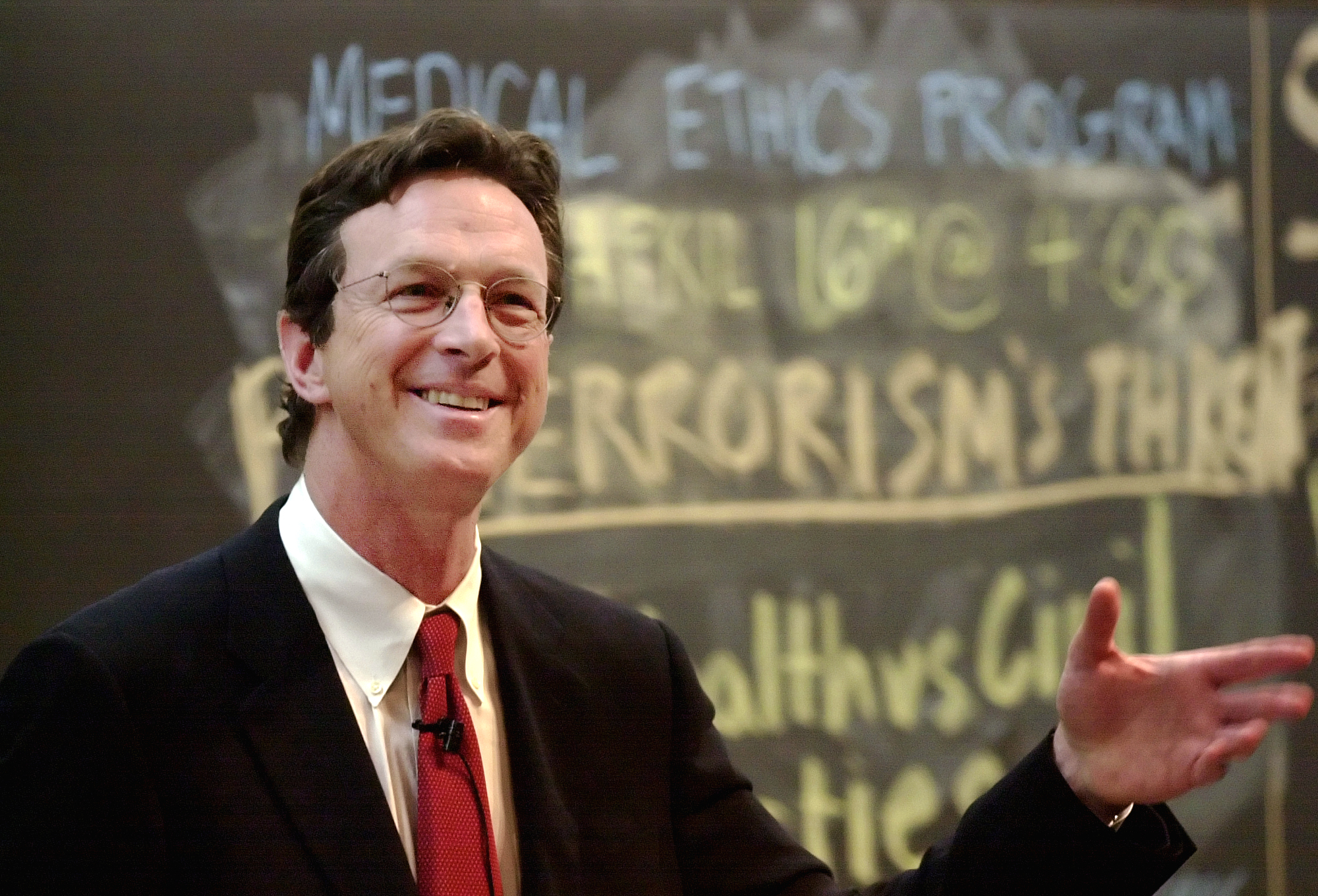
Lo scrittore Michael Crichton si aggiudicò nel 1996 il premio speciale dedicato allo sceneggiatore Joe Eszterhas.

## Premi speciali

### The Joe Eszterhas Worst Written Film Grossing Over $100 Million Award
- 1996
  - Twister - scritto da Michael Crichton e Anne-Marie Martin
  - Independence Day - scritto da Dean Devlin e Roland Emmerich
  - Mission: Impossible - scritto da David Koepp e Robert Towne, soggetto di Koepp e Steven Zaillian, basata sulla serie televisiva creata da Bruce Geller
  - Il gobbo di Notre Dame (The Hunchback of Notre Dame) - scritto da Tab Murphy, Irene Mecchi, Bob Tzudiker e Noni White
  - Il momento di uccidere (A Time to Kill) - scritto da Akiva Goldsman, basata sul romanzo di John Grisham